# Cimetière intercommunal du Val-de-Marne
Le Cimetière intercommunal du Val-de-Marne (dit aussi cimetière de la Fontaine-Saint-Martin) est  un cimetière paysager conçu par l'architecte Robert Auzelle situé à Valenton dans le Val-de-Marne.
Il ne doit pas être confondu avec le cimetière communal de Valenton, ni avec le cimetière communal de Limeil-Brévannes qui est tout proche.

## Historique
Après la Seconde Guerre mondiale, des communes  du département de la Seine se regroupent pour faire face à une perspective de saturation de leurs cimetières anciens. Bonneuil-sur-Marne, Charenton-le-Pont, Créteil, Joinville-le-Pont, Maisons-Alfort, Saint-Maur-des-Fossés et Saint-Maurice (Nogent-sur-Marne ne rejoindra le syndicat qu’après l’ouverture du cimetière et la commune de Valenton n’est pas adhérente) se regroupent en 1958 pour fonder le « syndicat intercommunal pour la création d’un cimetière à Créteil » sur une trentaine d'hectares sur les coteaux du Mont-Mesly au sud de Créteil. La déclaration d'utilité publique est accordée le 5 novembre 1962 et le terrain acquis en 1964. En 1966, Robert Auzelle est choisi comme architecte et demande le renfort de Pierre Lery, avec lequel il collabore pour créer les cimetières des Joncherolles (Seine-Saint-Denis) et de Villiers-le-Bel (Val-d'Oise). Mais fin 1967, le projet est revu car l'État et la Ville de Créteil (devenue préfecture du nouveau département du Val-de-Marne) décident de compléter l’urbanisation du Mont-Mesly. 
Un autre terrain de 40 hectares (la plus grande surface de France pour un projet intercommunal) est trouvé, au sud du cimetière de Limeil-Brévannes, sur les territoires de Valenton, Limeil et Villeneuve-Saint-Georges. Le terrain est bordé au sud-est par l’emprise du futur échangeur des autoroutes A87 et A5 (qui ne seront pas réalisées) et à l’ouest par le prolongement de la voie départementale qu'est l'avenue de la Fontaine-Saint-Martin. À la date de sa conception, il s’agit du plus grand cimetière intercommunal français projeté. En avril 1969, Auzelle, associé à André Mahé et à Hector Patriotis pour l’exécution, rend son avant-projet.  À l’entrée le parking dispose de 550 places de stationnement. Les bâtiments de service, localisés en position centrale, constituent l’élément majeur de la composition : le cimetière de Valenton comprend un espace destiné aux cérémonies afin de faciliter un rituel civil du deuil et de l’inhumation qui ne passe plus nécessairement par l’Église. 
Le cimetière ouvre progressivement entre 1973 et 1976 sur 32 hectares (le nord de l'emprise ayant reçu une caserne des Pompiers de Paris). Par rapport à l’avant-projet, le nombre de places d’enfeus est réduit car peu prisé des familles: ceux disposés en portiques quadrangulaires sont abandonnés, alors que seuls sont gardés les enfeus en bande, qui sont regroupés sur un espace dallé unique au sud de l'entrée. Dans les premiers mois de l’ouverture, le syndicat tente d’imposer ses dessins de sépultures sur la base d'un recueil de modèles imposés, mais le règlement qui se heurtait à l'hostilité des marbriers est annulé par le Préfet. 

## Organisation
Ce domaine de 35 hectares est géré par un syndicat intercommunal regroupant les communes de Bonneuil-sur-Marne, Charenton-le-Pont, Créteil, Joinville, Maisons-Alfort, Nogent-sur-Marne, Saint-Maur-des-Fossés et Saint-Maurice. Il dispose d’un crématorium (créé en 1986 dans l’étage semi-enterré du funérarium), d’espaces traditionnels d’inhumation (dont un carré israélite et un carré musulman), d’espaces paysagers d’inhumation, d’un ossuaire, d’un columbarium, d’enfeus et d’un jardin du souvenir. Les bâtiments géométriques simples sobrement construits en béton, ces bâtiments sont surmontés et reliés entre eux par de monumentales toitures courbes recouvertes d’ardoises. 
Une meilleure gestion des cimetières municipaux (reprise de concessions abandonnées et fin des concessions à perpétuité) a limité le recours au cimetière intercommunal qui accueille seulement 400 inhumations par an, ce qui laisse de larges emprises libres. Los prairies font l’objet de fauches tardives par un agriculteur céréalier et un centre équestre qui transforme l’herbe en foin pour ses chevaux. 
L’effet de dépouillement propice au recueillement que l’architecte rechercha a été critiqué par une partie des usagers. Dans la décennie 2020, une vaste programme de plantations d'arbres sur les allées est entrepris.

## Art
Le cimetière abrite des sculptures monumentales de Pierre Székely (1923-2001) pour « Les âges de la vie » à l’entrée du cimetière, alors que Pierre Sabatier (1925-2003) — qui a aussi collaboré avec Auzelle pour les Joncherolles — a conçu dans l’aire de cérémonie les paravents « l’arbre de vie » et « le cosmos ». 

## Personnalités inhumées
- une des plus anciennes tombes est celle de Victor Hugo Fernandez (4 septembre 1949 - 11 juillet 1973), Sud-américain décédé dans une catastrophe aérienne à Ermenonville. Sa forme géométrique, répondant aux premières exigences formelles, se voulait en outre une évocation d’un motif traditionnel inca, en référence aux origines du défunt.